# 水沢公園
水沢公園（みずさわこうえん）は、岩手県奥州市水沢中上野町にある都市公園。岩手県有数の桜の名所として知られる。

## 概要
水沢公園の造園は1878年（明治11年）に放浪の画家でもあり造園家でもあった蓑虫山人と伝えられている。
現在の水沢公園は500本以上の桜が咲き、樹齢300年のヒガンザクラの古木の群生は県の天然記念物に指定されている。
園内には後藤新平の銅像（日本ボーイスカウト初代総裁姿と南満州鉄道初代総裁姿の2基）、斎藤実の銅像、高野長英の碑、正岡子規の句碑、松平悦子（黒田光之の娘）の墓、七重の塔、戊辰戦争の弔魂碑、水沢公園史碑、太宰先生之碑、国体記念碑などがある。
水沢競馬場は現在地に移転する前は水沢公園の南側に円形の競馬場（1周約500m）が設けられていたが、1964年（昭和39年）に駒形神社周辺を都市公園として整備するため北上川のほとりに移転された。

## 公園内の主な施設
- 水沢体育館
- 駒形神社
- 高野長英記念館
- 野球場
- 陸上競技場
- 遊具場（通称:ロケット公園）
- 築山之池
- 駒形保育園
- テニスコート
- 噴水
- 芝生

## 祭事
- 水沢公園桜まつり- 4月中旬～5月上旬。桜がライトアップされ、モツ煮が名物の、お花見食堂や露店などが立ち並ぶ。
- 奥州水沢グルメまつり- 10月中旬。直径3.5メートル、重さ5トンで日本一の大きさの南部鉄器でできているジャンボ鉄鍋で作る芋の子汁が6,000人分振舞われる。

## 周辺施設
- 国立天文台水沢VLBI観測所
- 水沢税務署
- 奥州警察署水沢南駐在所
- 岩手県立杜陵高等学校奥州校
- 奥州金ケ崎行政事務組合消防本部
- 水沢南地区センター
- 奥州市立水沢南小学校
- 奥州市観光物産協会
- カトリック水沢協会
- 伯済寺
- 妙法寺
- 水沢自動車学校